# Pitkäjärvi (sjö i Siikais, Satakunta, Finland)
Pitkäjärvi är en sjö i Finland. Den ligger i kommunen Siikais i landskapet Satakunta, i den sydvästra delen av landet, 250 km nordväst om huvudstaden Helsingfors. Pitkäjärvi ligger 50 meter över havet. I omgivningarna runt Pitkäjärvi växer i huvudsak blandskog. Arean är 13 hektar och strandlinjen är 2,22 kilometer lång. Sjön  ingår i Karvia å huvudavrinningsområde. 